# Turdoides hypoleuca
Turdoides hypoleuca е вид птица от семейство Leiothrichidae.

## Разпространение
Видът е разпространен в Кения и Танзания.